# Ørskog
Ørskog was tot 2020 een gemeente in de Noorse provincie Møre og Romsdal. De gemeente met 2296 inwoners (januari 2017), werd toen bij Ålesund gevoegd. Ørskog maakt deel uit van de streek Sunnmøre in het centrum van de fylke. Het bestuur zetelde in Sjøholt.